# حزب کارگران کره جنوبی
حزب کارگران کره جنوبی (به کره‌ای: 남조선로동당) یک حزب سیاسی کمونیست و مارکسیست-لنینیست در کره جنوبی بود. حزب در سال ۱۹۴۶ در پی ادغام شاخهٔ کره جنوبی حزب کمونیست کره، حزب جدید خلق کره و حزب خلق کره (مشهور به گروه چهل و هشت‌ها) ایجاد شد. رئیس حزب پاک هون-یونگ بود.
این حزب در کره جنوبی غیرقانونی بود و نهایتا در سال ۱۹۴۹ حزب در حزب کارگران کره ادغام شد.